# Escudo del Imperio ruso

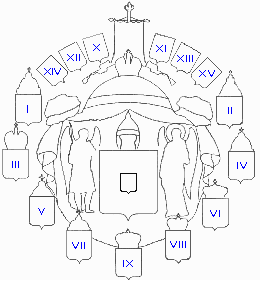
Escudo numerado.

Elemento del Gran escudo.

Escudo de armas mediano del Imperio Ruso

El Gran escudo de armas del Imperio ruso (Большой государственный герб Российской Империи, Bolshoi gosudarstvenny guerb Rossiskoi Imperii) fue instituido el 3 de noviembre de 1882, durante el reinado del zar Alejandro III, reemplazando a la versión anterior de 1857. 
Este escudo de armas, que formaba parte de los símbolos nacionales del Imperio ruso junto al sello real, poseía tres variantes: 
- pequeño (Малый государственный герб Российской Империи),
- mediano (Средний государственный герб Российской Империи) y
- gran escudo de armas.

El escudo está formado por un águila bicéfala en un escudo de oro bajo tres coronas imperiales. Hay un escudo de Moscú delante del pecho del águila. El escudo es coronado por el casco de Alejandro Nevski sostenido por los Arcángeles San Miguel y San Gabriel, con el lema: Съ нами Богъ! (S námi Bog! — «¡Dios está con nosotros!»). En la punta se encuentra un blasón. 
El escudo principal se encuentra rodeado por los escudos de los nueve reinos y los seis principados principales:
Escudos de Reinos:
- I.	Kazán
- II.	Astracán
- III.	Polonia
- IV.	Siberia
- V.	Quersoneso Táurico
- VI.	Cáucaso (escudo unido de Iberia, Kabardia, Armenia, Cherkesia y Georgia)
- VII.	Escudo unido de los Grandes Ducados:
  - Kiev
  - Vladímir
  - Nóvgorod
- VIII.	Gran Ducado de Finlandia
- IX.	Escudo ancestral de su imperial majestad el emperador y autócrata de Todas las Rusias (escudo unido de la Dinastía Románov; Noruega, Schleswig, Holstein, Stormarn, Dithmarschen; Oldenburg y Delmenhorst).

Seis escudos en la cima:
- X.	Escudo unido de los grandes Óblast-Principados de la Gran Rusia:
  - Nizhni Nóvgorod
  - Yugra
  - Riazán
  - Smolensk
  - Pskov
  - Tver
  - Yaroslavl
  - Rostov
  - Belozersk
  - Udora
- XI.	Escudo unido de los Óblast-Principados del suroeste:
  - Volinia
  - Podolia
  - Chernigov
- XII.	Escudo unido de los Óblast-Principados Bielorrusos y Lituanos: 
  - Białystok
  - Samogitia
  - Pólatsk
  - Vítebsk
  - Mstislavl
  - Gran Ducado de Lituania
- XIII.	Escudo unido de los Óblast-Principados Bálticos:
  - Estonia
  - Livonia
  - Semigalia
  - Curlandia
- XIV.	Escudo unido de los Óblast-Principados del noreste:
  - Viatka
  - Bulgaria
  - Salejard
  - Konda
  - Perm
- XV.	Turquestán

## Evolución

Escudo del Principado de Moscú (1497)
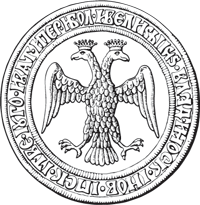
Sello de Iván III (1497)
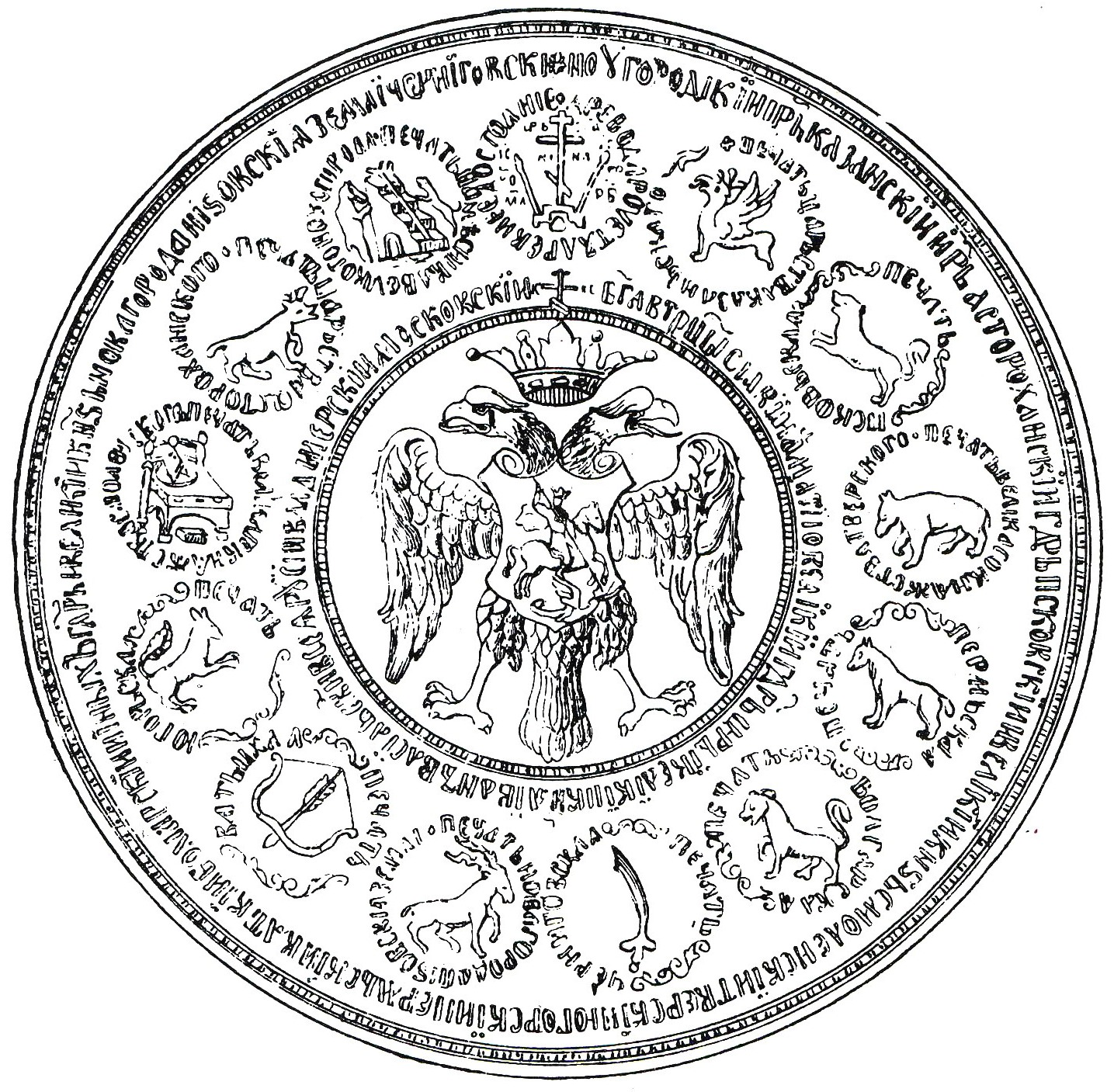
Sello de Iván el Terrible (1577?)
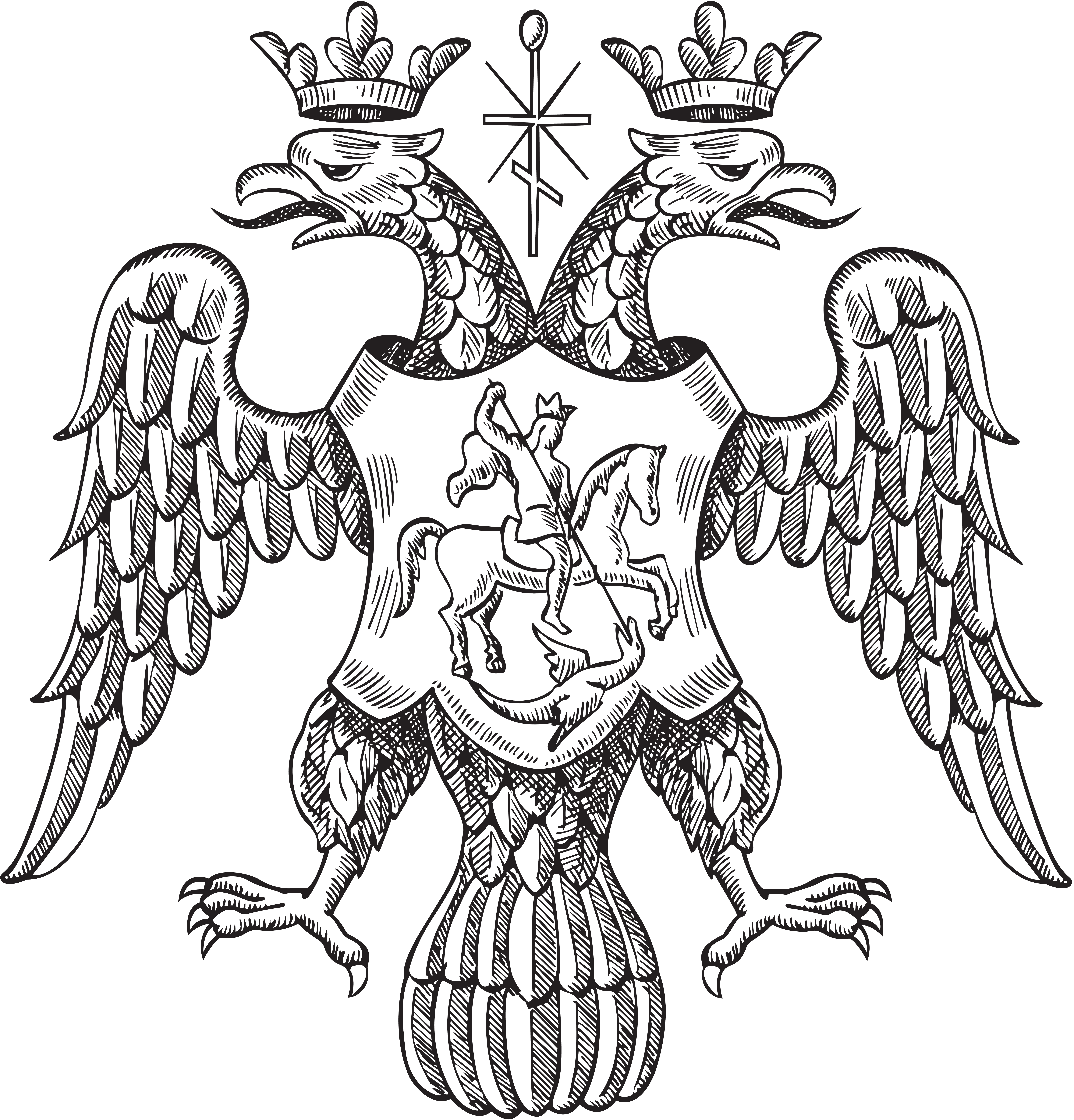
Escudo del Zarato ruso (1589-1599)
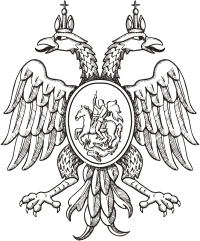
Escudo del Zarato ruso (1599-1605)
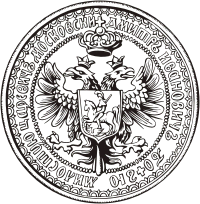
Escudo del Zarato ruso (Dimitri I, 1605)
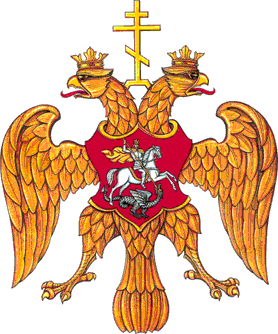
Escudo del Zarato ruso (1605-1645)
Escudo de Alejo I (1667)
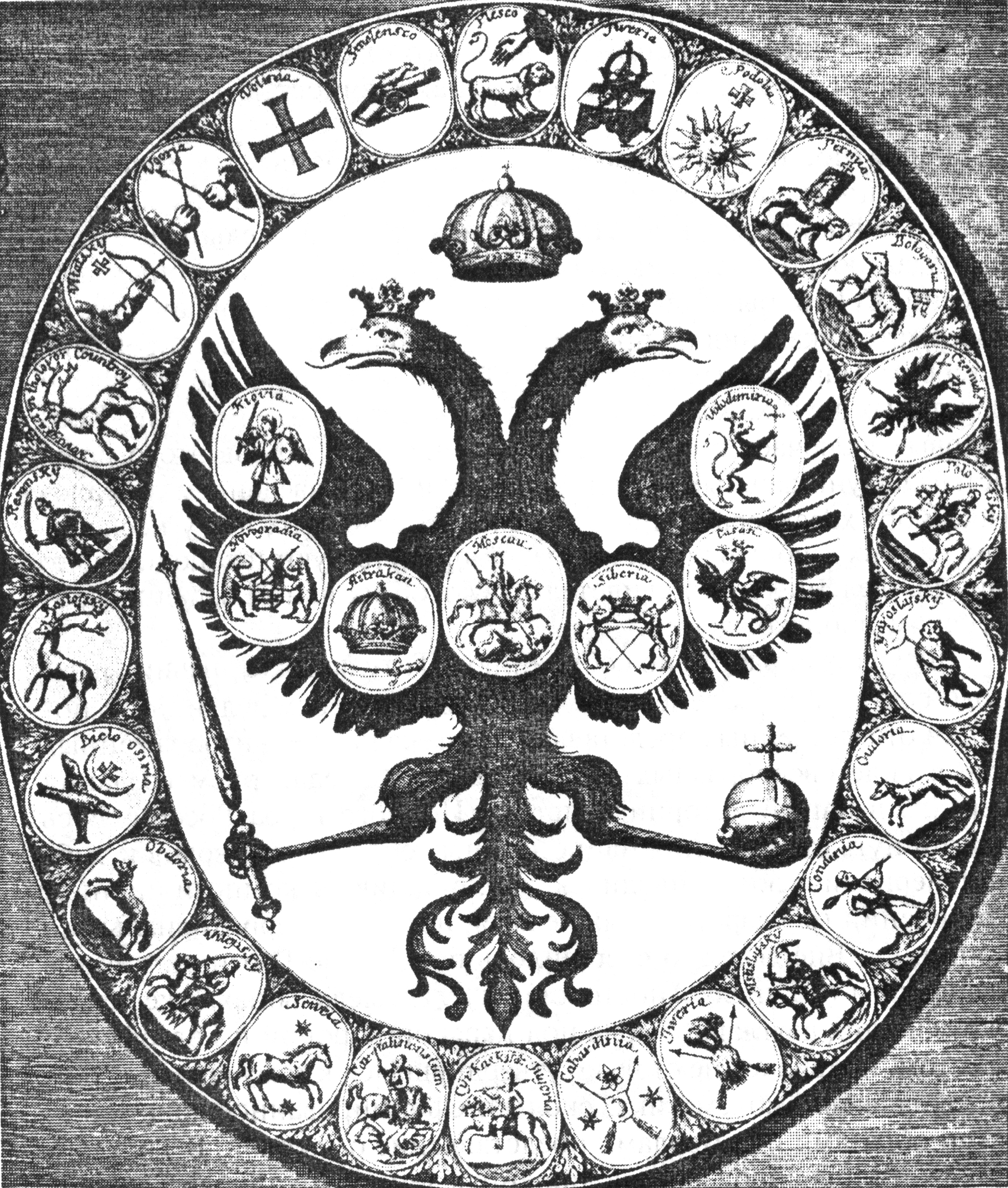
Escudo de Pedro I (1699)
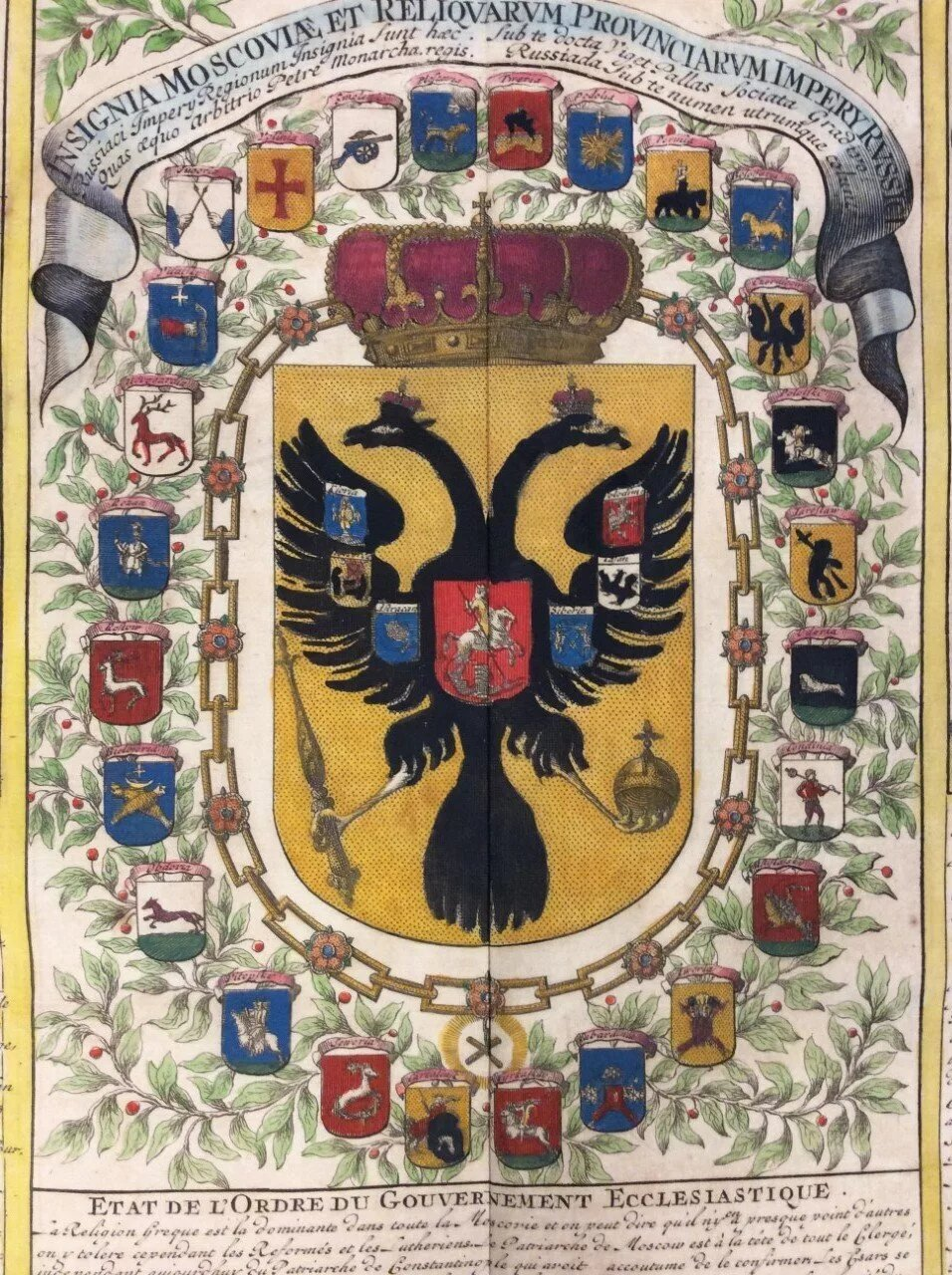
Escudo de Pedro I (1714-1721)
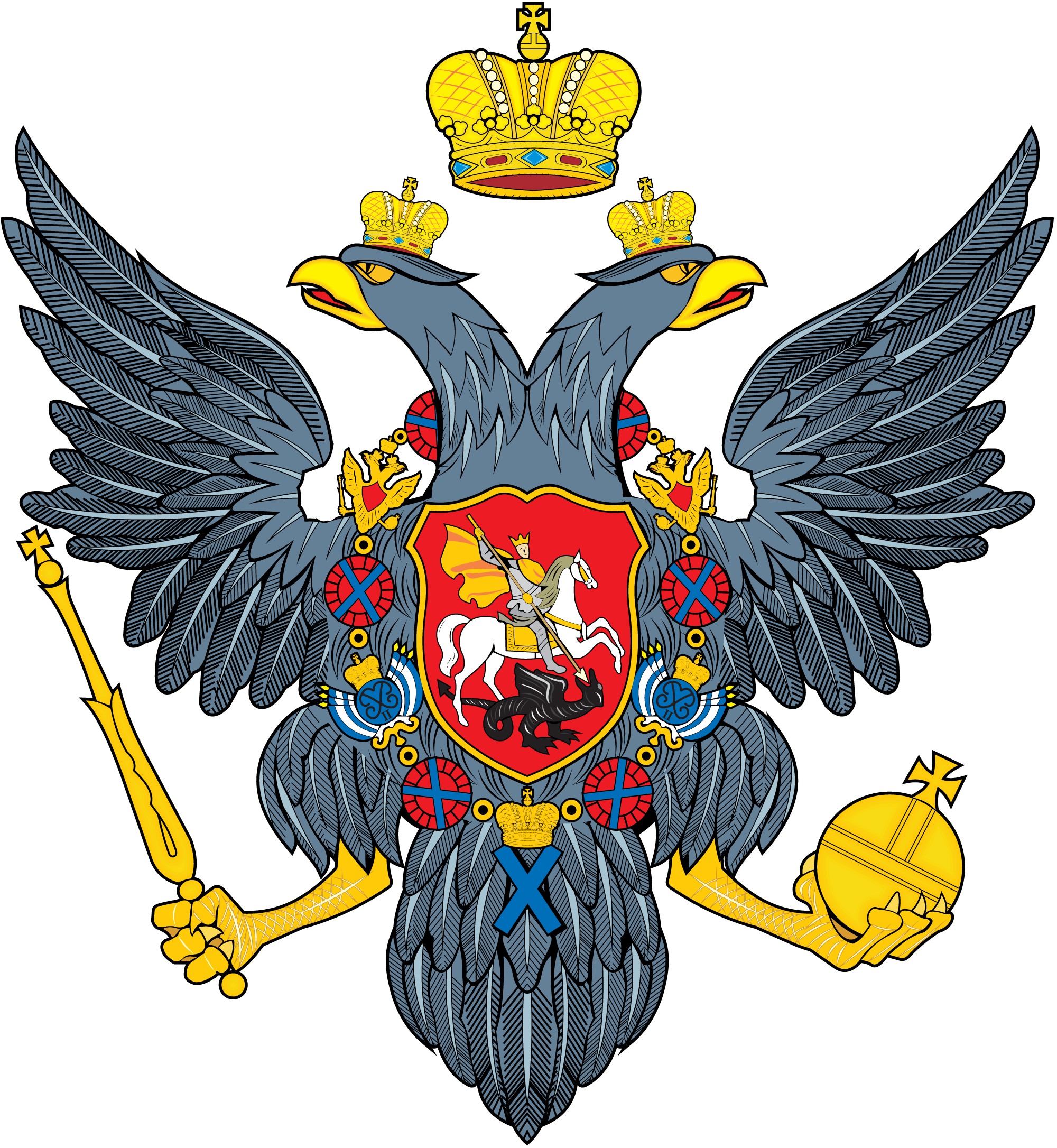
Escudo grande del Imperio ruso (1730-1799, 1801-1825)
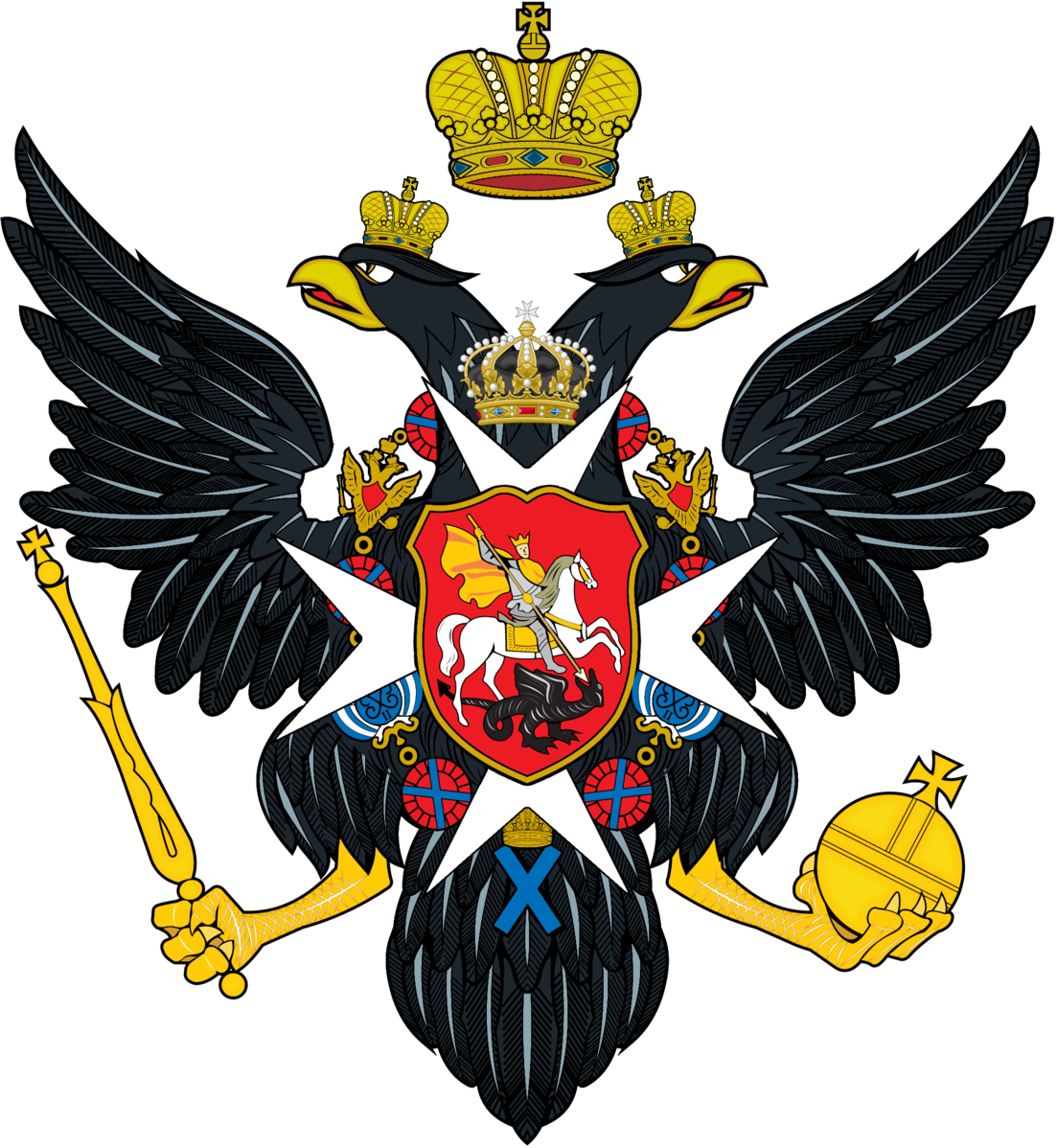
Escudo del Imperio ruso con Pablo I
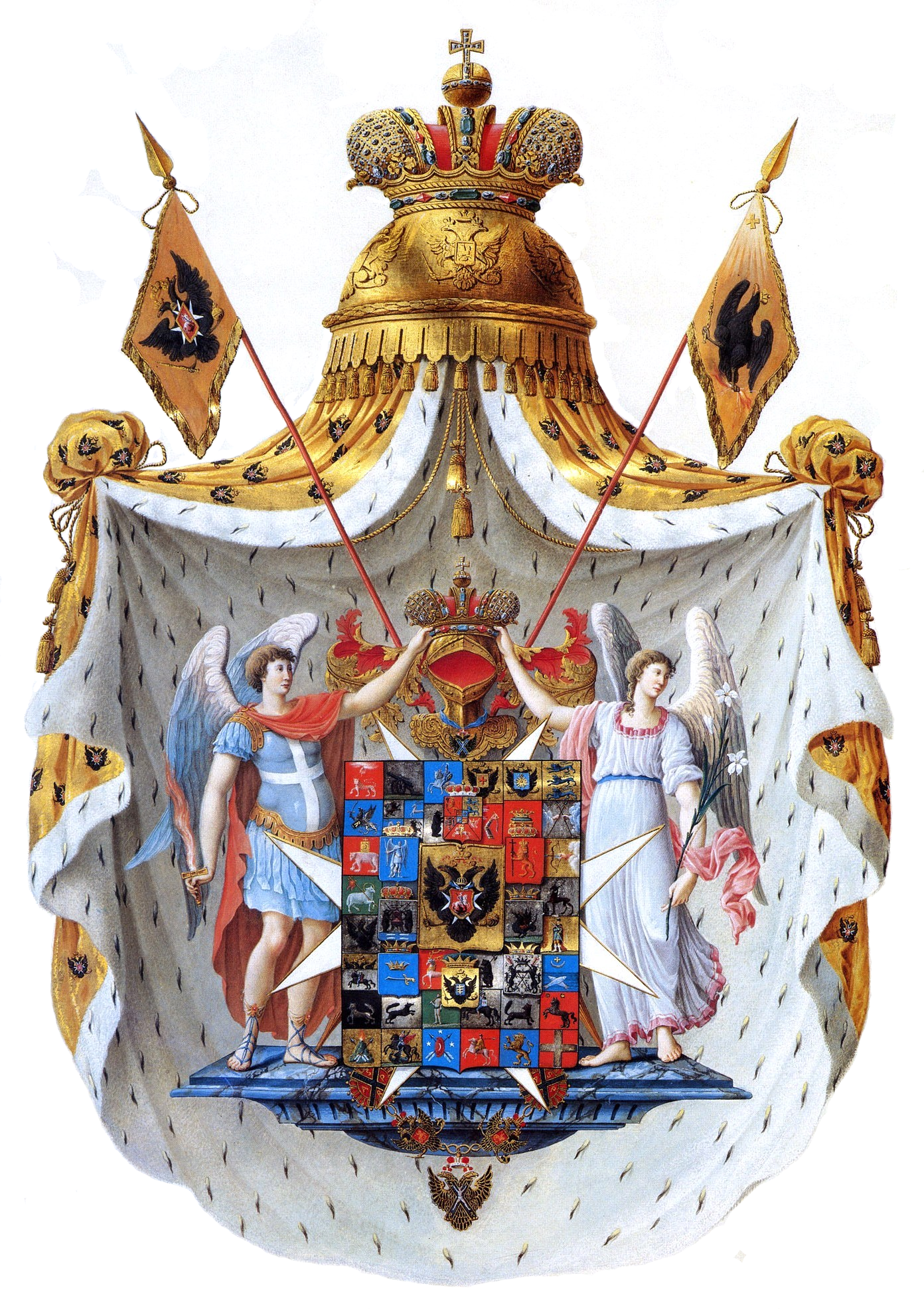
El borrador del escudo mayor presentado a Pablo I (1800-1801)
Emblema del Ministerio de Interior del Imperio ruso
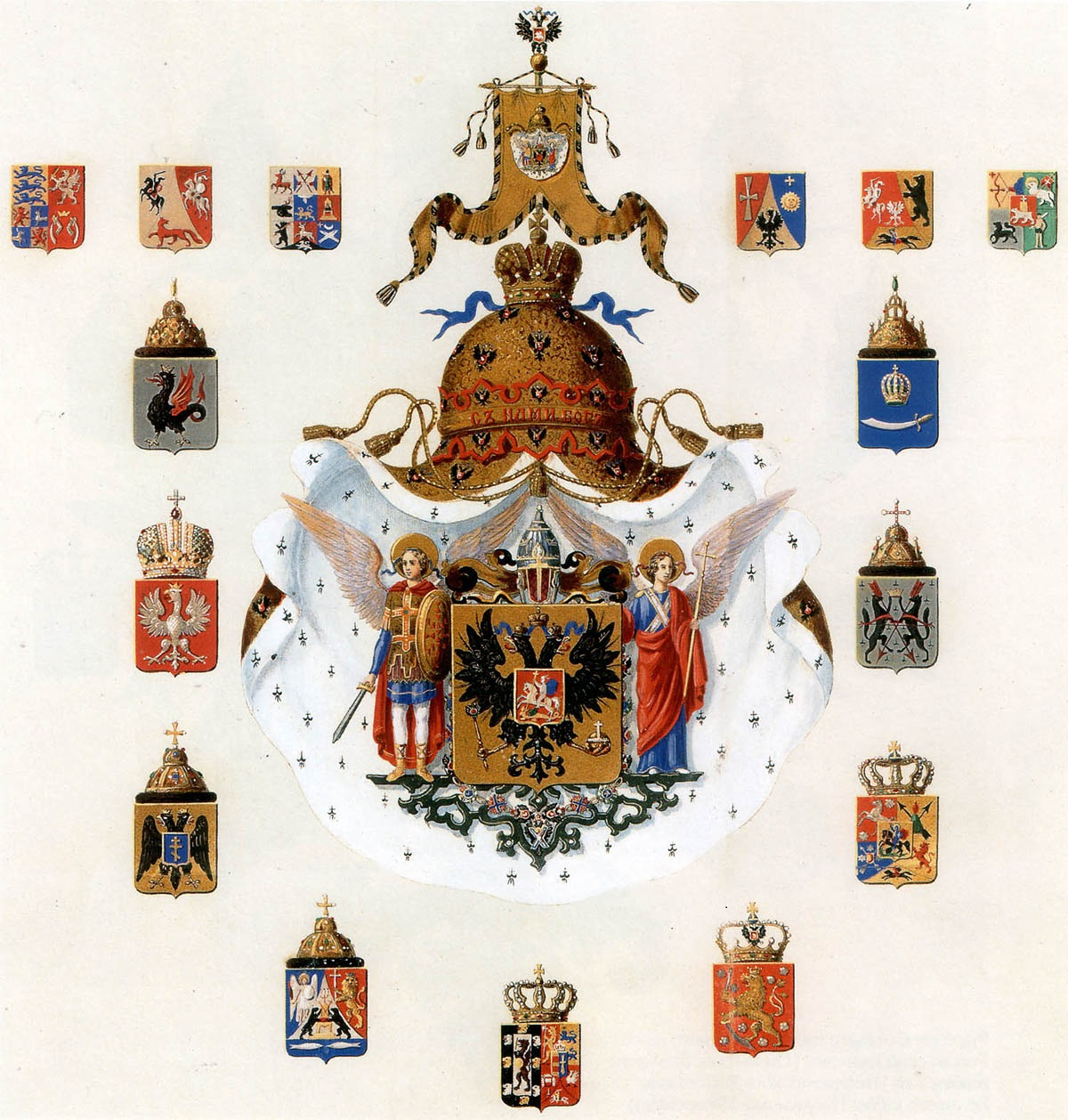
Escudo grande del Imperio ruso (1856-1882)
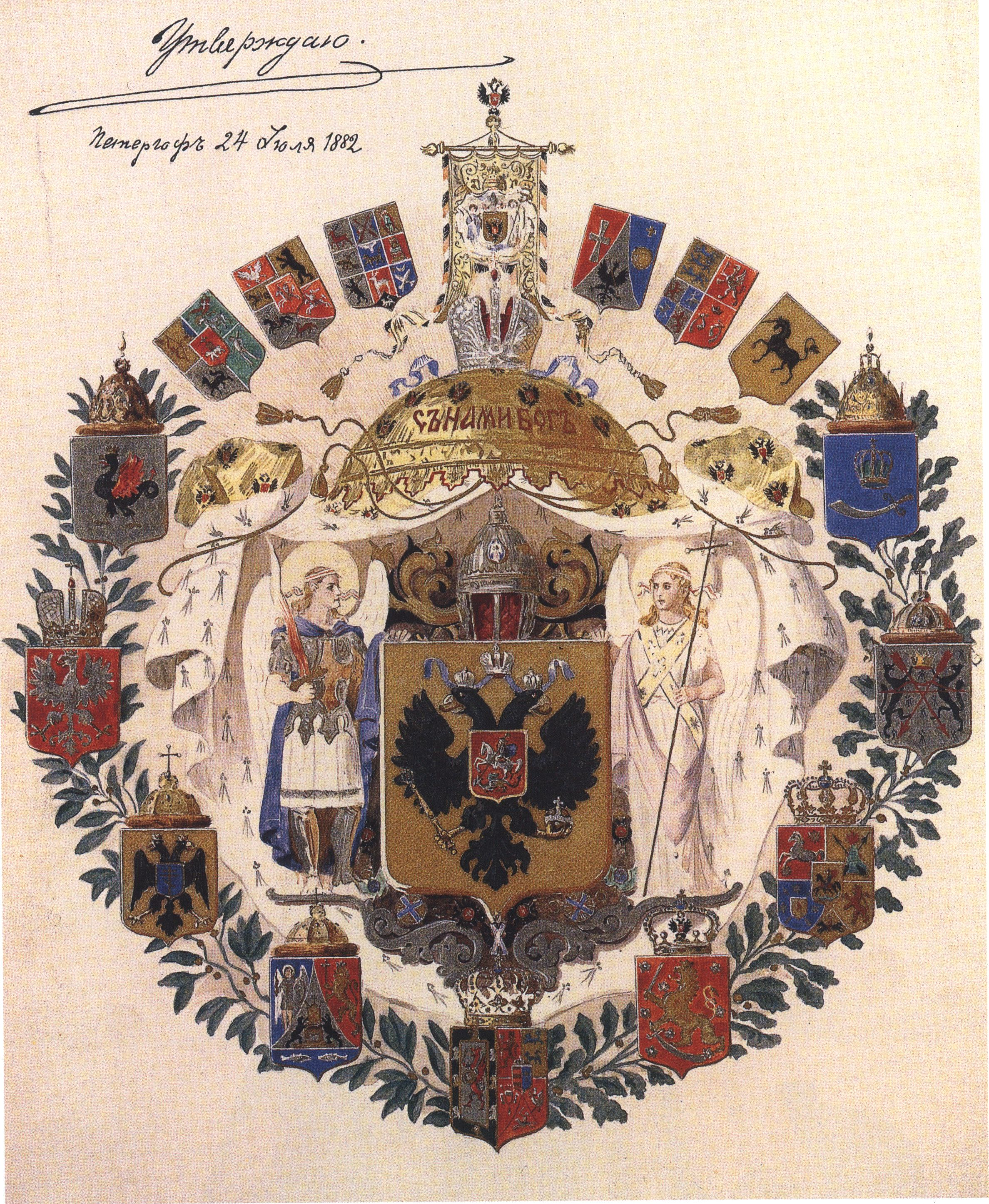
Escudo grande del Imperio ruso (1882-1917)
Escudo pequeño del Imperio ruso (1883-1917)